# Erzquell Brauerei
Erzquell Brauerei bezeichnet zwei rechtlich selbständige, aber miteinander verbundene Brauereiunternehmen mit Sitz in Bielstein im Oberbergischen Kreis in Nordrhein-Westfalen und in Mudersbach im Rheinland-Pfälzischen Landkreis Altenkirchen.

## Geschichte

### Erzquell Brauerei Bielstein
Die heutige Erzquell Brauerei Bielstein wurde im Jahre 1900 von Ernst Kind, Urgroßvater des heutigen Geschäftsführenden Gesellschafters Axel Haas, als Adler Brauerei GmbH gegründet. Ernst Kind hatte eine Spinnerei und Reißerei in Bielstein. Weil diese in eine wirtschaftliche Schieflage geriet, wagte er im Alter von 50 Jahren einen Neuanfang. Er erlernte im bayrischen Weihenstephan das Bierbrauen. Nach dem Bau einer Wasserleitung, sie liefert bis heute weiches Quellwasser für die Bielsteiner Biere, verließ am 5. September 1900 das erste Pils das Sudhaus. Der Ausstoß betrug im Gründungsjahr 15.000 hl.
Im Ersten Weltkrieg wurden Alu-Bestecke für die Armee und Laubmehl für die Heerespferde statt Bier produziert. 1920 übernahm Carl Haas, Kinds Schwiegersohn, die Geschäftsführung. In den 1930er-Jahren erwarb die Brauerei eine Mehrheitsbeteiligung an der Siegtal Brauerei Burgmann & Wildenberg. 1936 erfolgte die Umwandlung in eine Kommanditgesellschaft. Da es in Köln ebenfalls eine Adler-Brauerei gab, erfolgte neben dem Rechtsformwechsel auch eine Namensänderung in Bielsteiner Brauerei. Nach dem Zweiten Weltkrieg wurde die Bierproduktion im Jahr 1948 unter der Geschäftsführung von Werner Haas wieder aufgenommen. In den folgenden Jahren erfolgten umfangreiche Modernisierungsmaßnahmen. Mit Zunft-Kölsch erfolgte auch eine Erweiterung der Produktpalette. 1976 wurde die Bielsteiner Brauerei in Erzquell-Brauerei umbenannt. Axel Haas übernahm im Jahr 1983 von seinem verstorbenen Vater die Geschäftsführung. In den 1980er-Jahren erfolgten Investitionen in die Fass- und Flaschenabfüllerei. Das heutige Sudhaus mit kupfernen Kesseln wurde im Jahr 1987 in Betrieb genommen. Die Brauerei beschäftigt heute 50 Mitarbeiter. Der Jahresausstoß der Marke Zunft Kölsch betrug 2012 150.000 hl. Mittlerweile ist Christina Alexandra Haas Mitgeschäftsführerin beider Brauereien.

### Erzquell Brauerei Siegtal
Die heutige Erzquell Brauerei Siegtal wurde im Jahr 1885 von Hermann Burgmann und Heinrich Wildenberg als Siegtal Brauerei Burgmann & Wildenberg oGH am Fuß des Giebelwalds gegründet. Braustandort ist Mudersbach-Niederschelderhütte in Rheinland-Pfalz. Das Unternehmen entwickelte sich in den ersten Jahren so schnell und positiv, dass Kapital für Erweiterungen benötigt wurde. So wandelten die Gründer ihre Brauerei 1910 in eine Aktiengesellschaft um. Während der Weltwirtschaftskrise geriet das Unternehmen in finanzielle Schwierigkeiten. Carl Haas, Leiter der damaligen Adler-Brauerei, stützte die Brauerei 1930 finanziell und durch Stundung von Forderungen aus Malzlieferungen und bewahrte sie dadurch vor dem Konkurs. Als Gegenleistung erhielt die Adler-Brauerei im selben Jahr eine Mehrheitsbeteiligung an der damaligen Siegtal -Brauerei AG. Die Leitung der Brauerei übernahm fortan Paul Schön.
1950 wurde das Sudhaus modernisiert. Der Ausstoß der Brauerei, welche nun unter dem Namen Siegtal-Brauerei Schön & Co. KG firmierte, wurde in den 1950er-Jahren kontinuierlich gesteigert. Neben dem Siegtal-Pils und „Siegtal Erzquell“, einem stärker eingebrauten Spezialbier, wurden auch dunkles Bockbier (Schwarzer Bock) und fast alkoholfreier Malztrunk (Siegtal-Malz) hergestellt. Das Brauwasser bezieht die Brauerei aus einer oberhalb der Brauerei gelegenen Quelle im Giebelwald. Das Quellwasser wird über eine vier Kilometer lange Wasserleitung der Brauerei zugeführt und ohne Zusätze oder Behandlung im Brauprozess verwendet. 1963 überschritt die Produktion 100.000 Hektoliter. Daraufhin musste die Braustätte erneut ausgebaut werden. 1976 wurde die Siegtal-Brauerei in Erzquell-Brauerei Siegtal umbenannt. Seit 1979 ist Axel Haas Geschäftsführer der Brauerei, mittlerweile ist seine Tochter Christina Mitgeschäftsführerin beider Brauereien. Neben Erzquell-Pils wird in der Erzquell-Brauerei Siegtal mit „Erzquell Dark“ ein Schwarzbier ausschließlich für den Export hergestellt. 2005 wurden 50 Mitarbeiter beschäftigt. Den Absatzschwerpunkt bilden das Siegerland und der Westerwald.

## Produkte
Folgende Produkte werden hergestellt:
- Zunft Kölsch
- Black (Kölsch-Cola-Mixgetränk)
- Zunft Radler
- Zunft Alkoholfrei
- Zunft Fassbrause
- Erzquell Pils
- Erzquell Alkoholfrei
- Erzquell Radler
- Bergischer Radler Alkoholfrei
- Bergisches Landbier
- Bergischer Sportsfreund Hell
- Bergischer Sportsfreund Original
- Bergischer Radler
- Bergischer Radler alkoholfrei
- Golden Malz
- Siegtaler Landbier
- Siegtal Spezial

Der Fassbieranteil des Erzquell Pils betrug 2005 35 %. Das Absatzgebiet umfasst die Gebiete Oberbergischer Kreis, Rheinisch-Bergischer Kreis, Rhein-Sieg-Kreis, Kreis Siegen-Wittgenstein, Landkreis Altenkirchen und Westerwald. Zunft Kölsch wird zudem seit 1979 auch in Berlin vertrieben.
Zunft Kölsch wurde 2002 bei dem World Beer Cup mit der Goldmedaille in der Kategorie German-Style Kölsch/Köln-Style Kölsch ausgezeichnet.

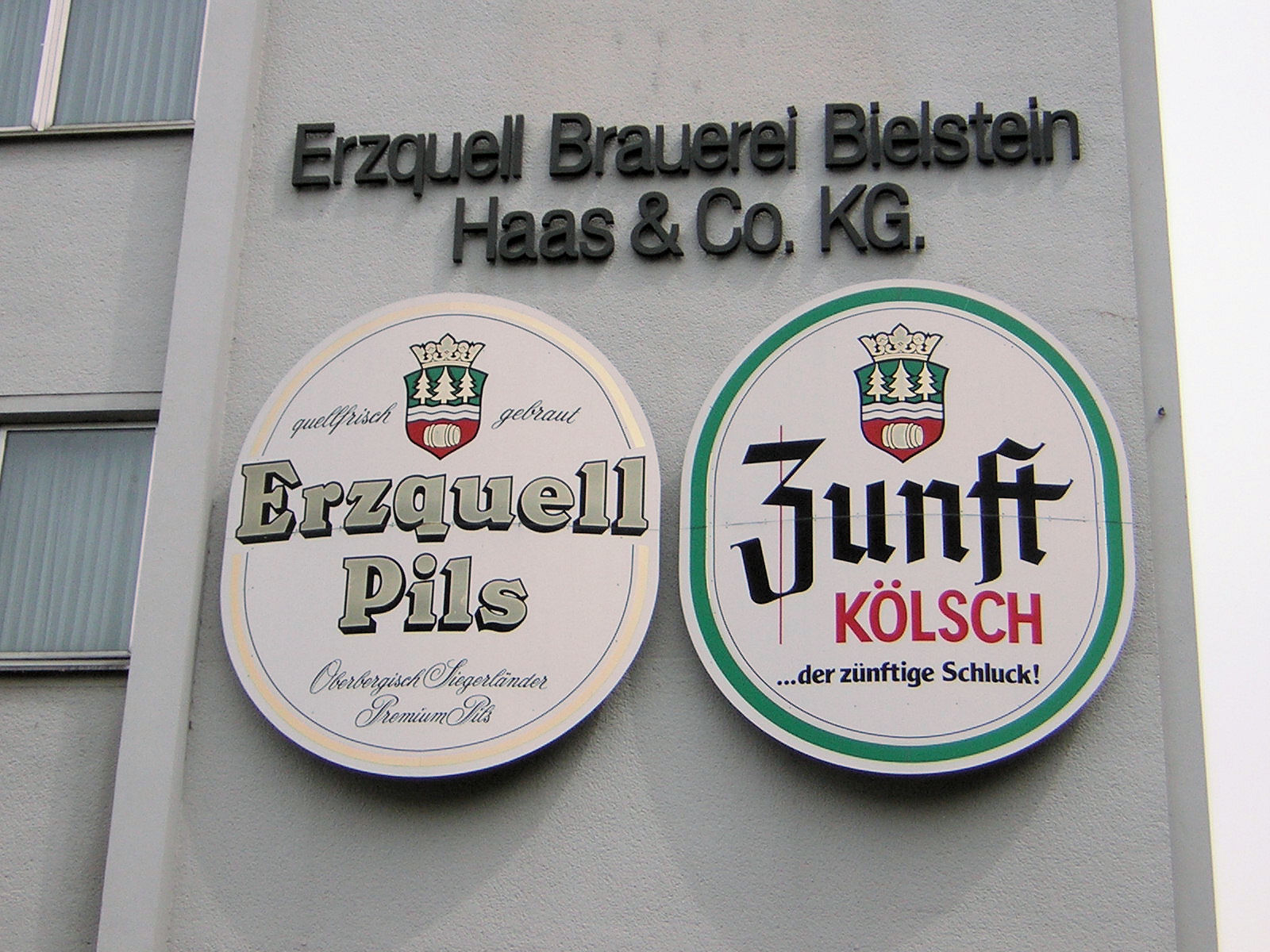
Firmenschild der Erzquell-Brauerei in Bielstein
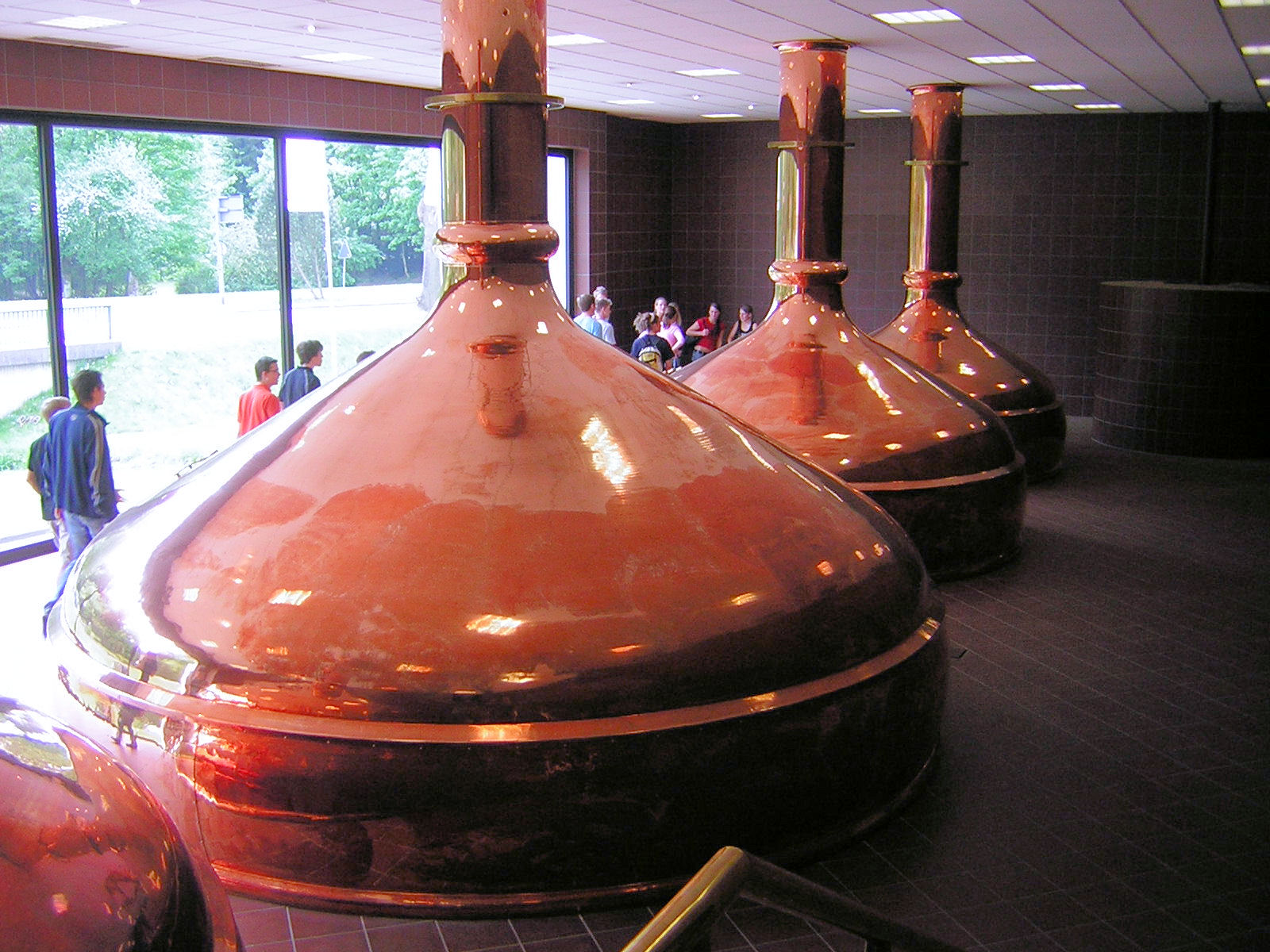
Braukessel in Bielstein
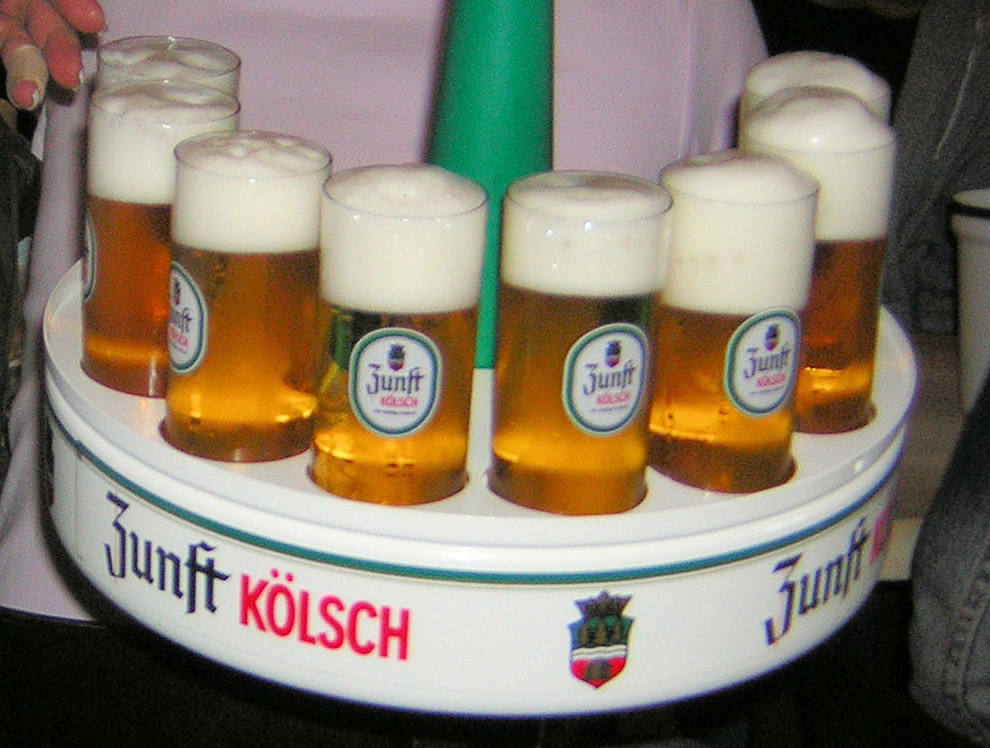
Bierkranz mit Zunft-Kölsch
Kronkorken „Zunft-Kölsch“